# Sym
Der Sym (russisch Сым) ist ein 694 Kilometer (mit Quellfluss Prawy Sym) langer linker Nebenfluss des Jenissei am Ostrand des Westsibirischen Tieflands in Russland.

## Verlauf
Der Sym entfließt in etwa 180 m Höhe einem Sumpfgebiet im westlichen Zentralteil der Region Krasnojarsk, in unmittelbarer Nähe der Grenze zum Autonomen Kreis der Chanten und Mansen/Jugra und unweit der Ursprünge des rechten Ob-Nebenflusses Wach. Der weitaus längste Quellfluss Prawy Sym (Rechter Sym) vereinigt sich nach etwa 40 km mit dem Maly Sym (Kleinem Sym), der wiederum kurz davor den Sredny Sym (Mittleren Sym) aufgenommen hat. Der Sym fließt zunächst weiter in südlichen Richtungen, wendet sich dann nach Osten bis Südosten und behält diese Richtungen – immer auf dem Territorium des Rajons Jenisseisk der Region Krasnojarsk – bis fast zur Mündung bei. Ab dem Mittellauf mäandriert der Fluss zunehmend. Dabei ist die linke nördliche (linke) Talseite flach, die südliche (rechte) steigt dagegen relativ steil um mehr als 100 m an. Etwa 50 km vor der Mündung wendet sich der Fluss in nordöstliche Richtung und mündet zwischen den Dörfern Jarzewo und Kriwljak in 43 m Höhe in den hier mehr einen Kilometer breiten Jenissei.
Die bedeutendsten Nebenflüsse sind Alsym, Kukotscha, Oksym und Koltschum von rechts und Kidentsches von links.

## Hydrographie
Das Einzugsgebiet des Sym umfasst 31.600 km². In Mündungsnähe erreicht der Fluss eine Breite von über 300 m bei einer Tiefe von bis 1,5 m; die Fließgeschwindigkeit beträgt hier 0,6 m/s.
Der Sym gefriert von Oktober/Anfang November bis Mai, worauf ein relativ lang anhaltendes Sommerhochwasser folgt. Die Wasserführung beim Dorf Sym, 215 Kilometer oberhalb der Mündung, beträgt im Jahresdurchschnitt 189 m³/s bei einem Minimum von 72 m³/s im März und einem Maximum von 626 m³/s im Juni.

## Infrastruktur und Bevölkerung
Für kleinere Fahrzeuge sind 265 km des Flusslaufes ab der Einmündung von Oksym und Kidentsches oberhalb des Dorfes Sym schiffbar, als Binnenwasserstraße gelten jedoch nur 140 km ab der Mündung.
Der Sym durchfließt sehr dünn besiedeltes Gebiet. Direkt am Fluss liegen nur die zwei kleinen Dörfer Sym und Maiskoje mit relativ hohen Anteil Angehöriger indigener Völker. So sind von den 138 Bewohnern der in den 1920er- bis 1930er-Jahren entstandenen „Faktorei“ Sym 23 Keten und 17 Ewenken; 80 der 98 Russen sind Altorthodoxe. Feste Straßen gibt es nicht, nur Fahrwege für die Forstwirtschaft.